# 高岡市立木津小学校
高岡市立木津小学校（たかおかしりつ きづしょうがっこう）は富山県高岡市にある公立小学校。高岡市立博労小学校および高岡市立南条小学校のマンモス校化解消を目的に設置された。

## 沿革
- 1981年（昭和56年）
  - 4月13日 - 校舎新築、地鎮祭、起工式を挙行（施工は高栄建設）[2]。
  - 4月24日 - 高岡市新設小学校開校準備会設置[2]。
  - 9月5日 - 新設小学校整備促進協議会が発足[2]。
  - 12月 - 校名が高岡市議会により決定される[2]。
- 1982年（昭和57年）
  - 1月 - コブシの花をあしらった校章が決まる[2]。
  - 3月 - 本校舎、運動場が完成[2]。机や椅子等の一般備品を搬入、校章取付、教育機器等備品搬入、前庭、ロータリー完成[3]。
  - 4月3日 - 入校式、開校式、校旗樹立式（および始業式）を挙行[4]。
  - 6月11日 - 体育館新築、地鎮祭、起工式を挙行[4]。
  - 7月 - 前庭舗装工事完了、ジャングルジム、太鼓橋、鉄棒、砂場、ラインマーク等取付完了（施工は第一建設）、相撲場造り（PTA奉仕作業）[4]
  - 9月26日 - タイヤ登り、乱杭、平行棒、タイヤ飛び等、手作りの運動遊具を設置（PTA奉仕作業）[4]
  - 10月 - 校歌「こぶしの花のように」制定（高瀬重雄作詞、黒坂富治作曲〔いずれも富山大学名誉教授〕）、10月17日の開校記念大運動会で初披露された[4]。
  - 12月1日 - 完工式および祝賀祭を実施[2]。

## 主な卒業生
- 登坂絵莉 - 女子レスリング選手